# Doprava v Izraeli

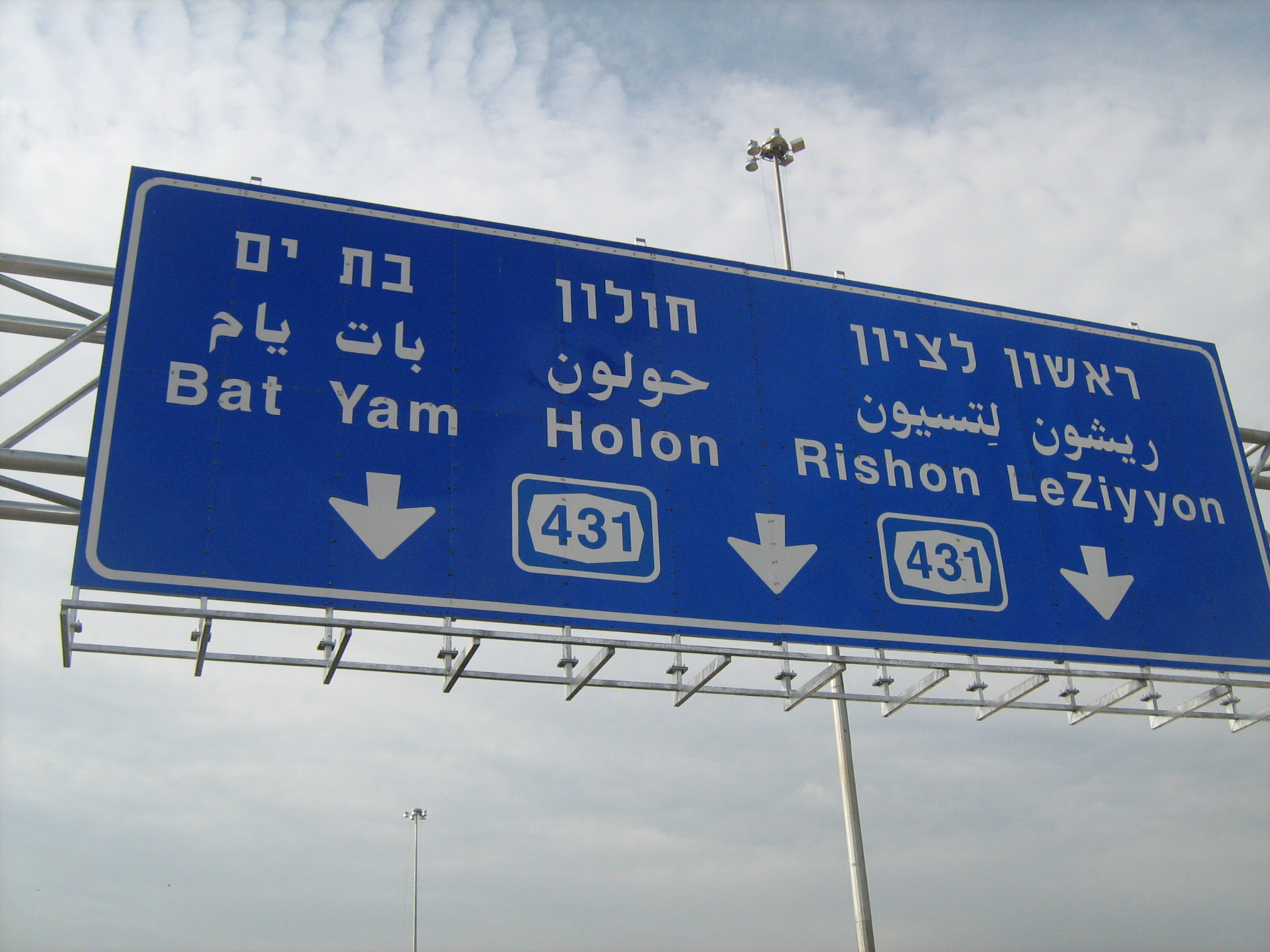
Izraelské dopravní značení na silnici č. 431. Obecně jsou dopravní značky často v hebrejštině nebo arabštině, tj. dvou oficiálních úředních jazycích Izraele, či v angličtině. V tomto případě silniční tabule navádí na města Bat Jam, Cholon a Rišon le-Cijon.

Doprava v Izraeli je na vysoce rozvinuté úrovni a v závislosti na vzrůstající dopravě, potřebách populačního růstu, politických, vojenských a turistických faktorech je neustále vylepšována. Prvenství ve využívanosti drží silniční doprava, a to jak autobusová, tak osobní. Ve srovnání s využívaností dopravy v evropských zemích je role železniční dopravy v Izraeli méně významná, přesto však její role stále roste. V provozu je jediné metro v Haifě (Karmelit), které bylo prvním metrem na Blízkém východě; v plánu je však zbudování metra v Tel Avivu. V Izraeli existuje přes padesát letišť a je zde běžná jak vnitrostátní tak mezinárodní letecká doprava. Naproti tomu vodní doprava se specializuje pouze na námořní nákladní dopravu, osobní říční doprava v zemi neexistuje vůbec. Specifickým prvkem dopravy v Izraeli je její omezení o šabatu. V izraelské vládě zodpovídá za rezort dopravy ministr dopravy.

## Doprava a náboženství

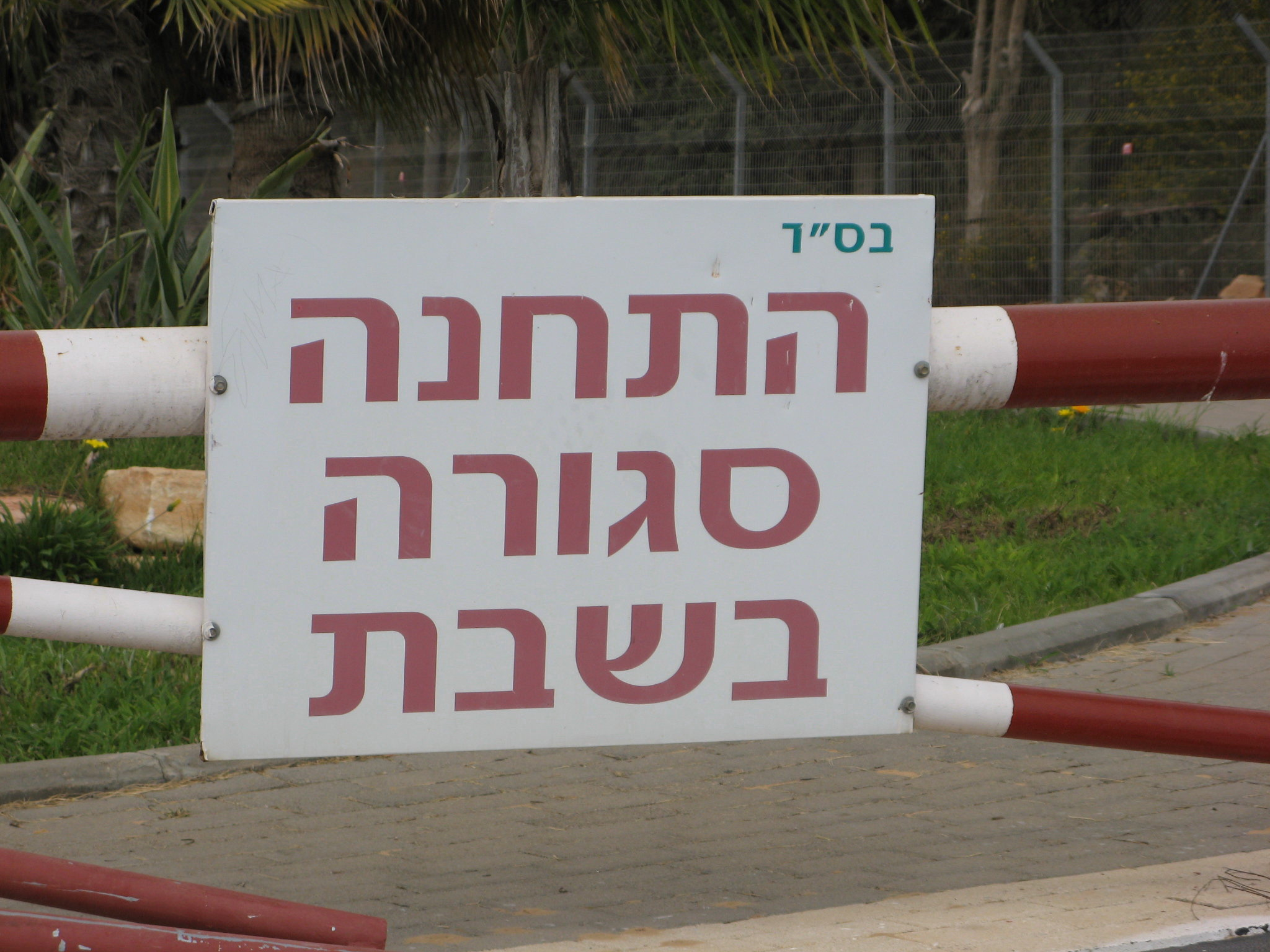
Cedule z okolí Jeruzaléma upozorňující na uzavření čerpací stanice pohonných hmot během šabatu

Mezi výrazné specifikum dopravy v Izraeli patří její omezení během šabatu. Během něj nejezdí hromadná doprava a lidé jsou tak odkázáni na vlastní prostředky. V některých ortodoxních židovských čtvrtích a městech (například v Me'a Še'arim v Jeruzalémě nebo Bnej Brak) je však zakázána i osobní doprava, čemuž je přizpůsobeno i izraelské dopravní znační, které zná dopravní značku „Zvyky,“ případně „Zákaz vjezdu o šabatu a náboženských svátcích.“ Různost v dodržování omezení dopravy o šabatu rovněž souvisí se statusem quo, který byl přijat v roce 1947 před založením Izraele (například v Jeruzalémě a Tel Avivu doprava nefunguje, zatímco v Haifě ano).
Vztah mezi dopravou a židovskými svátky způsobil koncem 90. let dokonce vládní krizi a byl způsobem vydírání premiéra. Jak uvádí Marek Čejka ve své knize Judaismus a politika v Izraeli:
Tehdy náboženské strany v čele se stranou Šas vyvolaly vládní krizi poté, co bylo povoleno převézt tahačem o šabatu obrovskou turbínu, která by jinak během pracovních dnů zablokovala dopravu. Ministr za Šas Eli Suisa se nechal slyšet, že „žádný ministr s kipou nebude moci zůstat za vládním stolem, bude-li šabat narušen.“ Premiér Barak nakonec tomuto nátlaku ustoupil a turbína byla převezena v pracovní den.
Marek Čejka, Judaismus a politika v Izraeli, 2009

## Silniční doprava

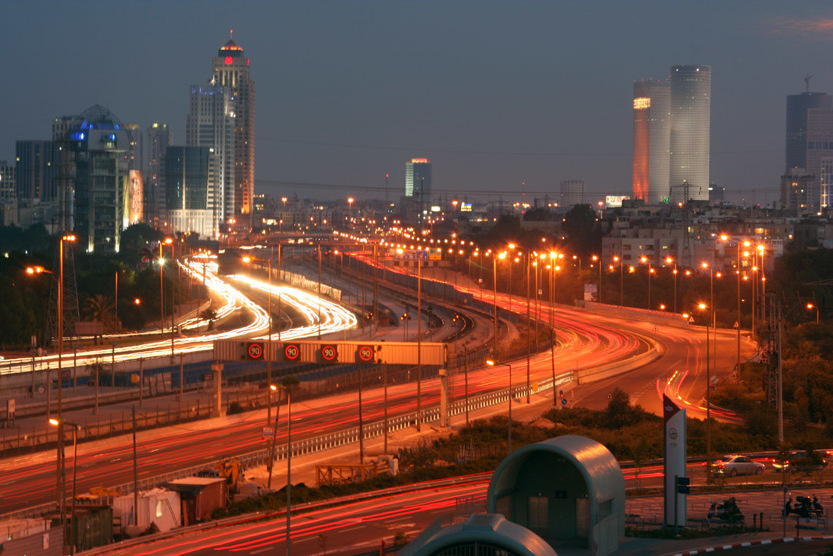
Ajalonská dálnice v Tel Avivu

Izrael má rozvinutou silniční síť o délce přes 17 870 km silnic, z čehož přibližně 146 km tvoří dálnice. Silniční doprava (autobusová a osobní) patří v Izraeli mezi nejdůležitější druh dopravy.

### Autobusová doprava

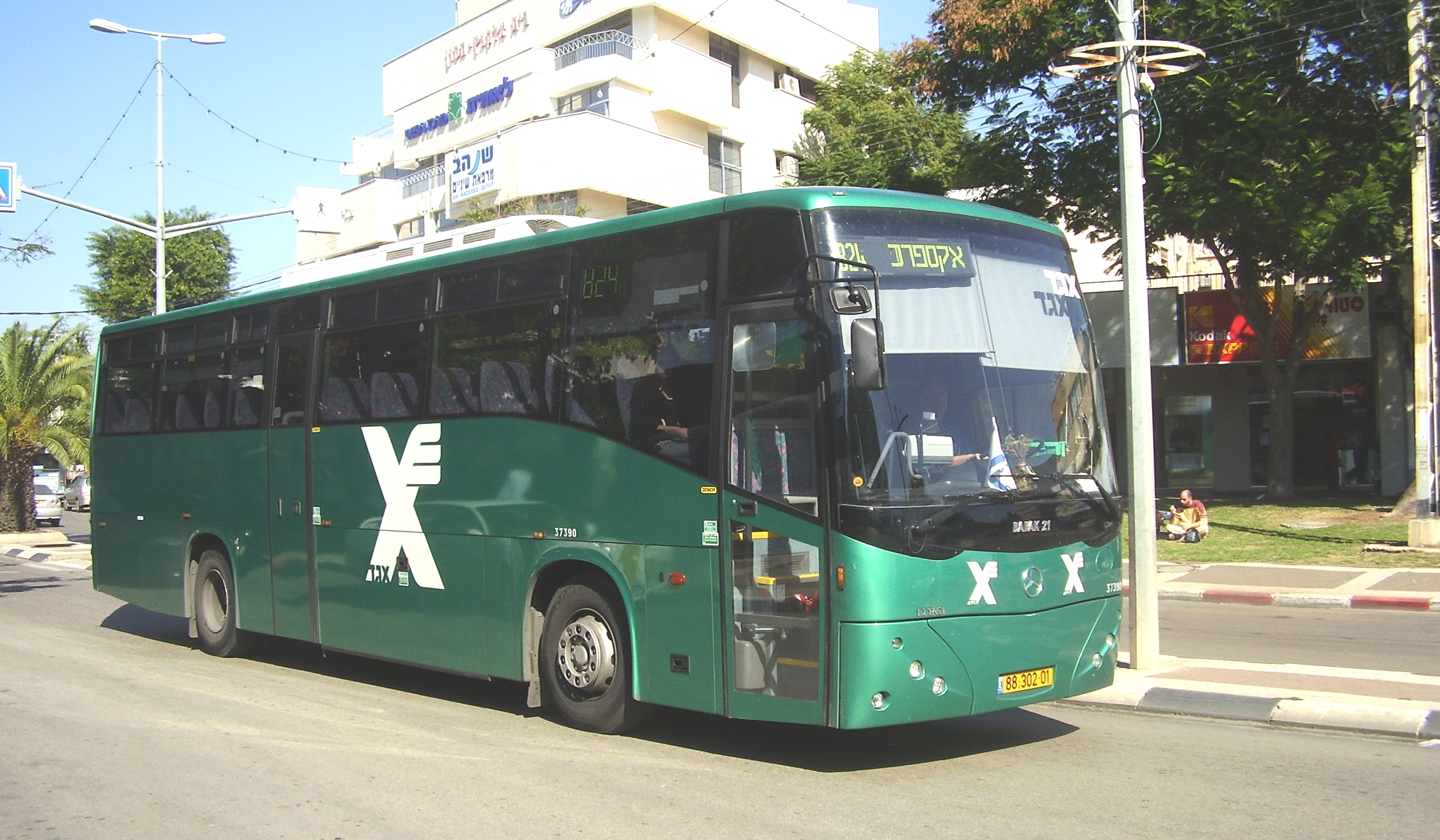
Autobus společnosti Egged Bus

Autobusová doprava patří v Izraeli mezi nejrozšířenější způsoby veřejné dopravy. Největším provozovatelem autobusové dopravy je společnost Egged Bus Cooperative, která provozuje autobusové linky po celé zemi. V některých oblastech provozují autobusovou dopravu menší dopravci, z nichž je největší Dan Bus Company, která provozuje autobusové linky zejména v aglomeraci Guš Dan. Další z významných menších dopravců je společnosti Kavim.
Kromě samostatných autobusových zastávek v Izraeli existují další dva typy: terminály (masof, pl. masofim) a centrální autobusová nádraží (tahana merkazit). Každý terminál obsluhuje množství autobusových linek, obvykle přes tucet, zatímco centrální autobusové nádraží může obsluhovat stovky autobusových spojů. Největším centrálním autobusovým nádraží je Telavivské centrální autobusové nádraží, které je zároveň největším autobusovým nádražím na světě.
V Izraeli existuje také služba sdíleného taxi (šerut), kterou, v závislosti na lokalitě, provozuje několik soukromých společností (kromě klasických taxi služeb).

## Železniční doprava

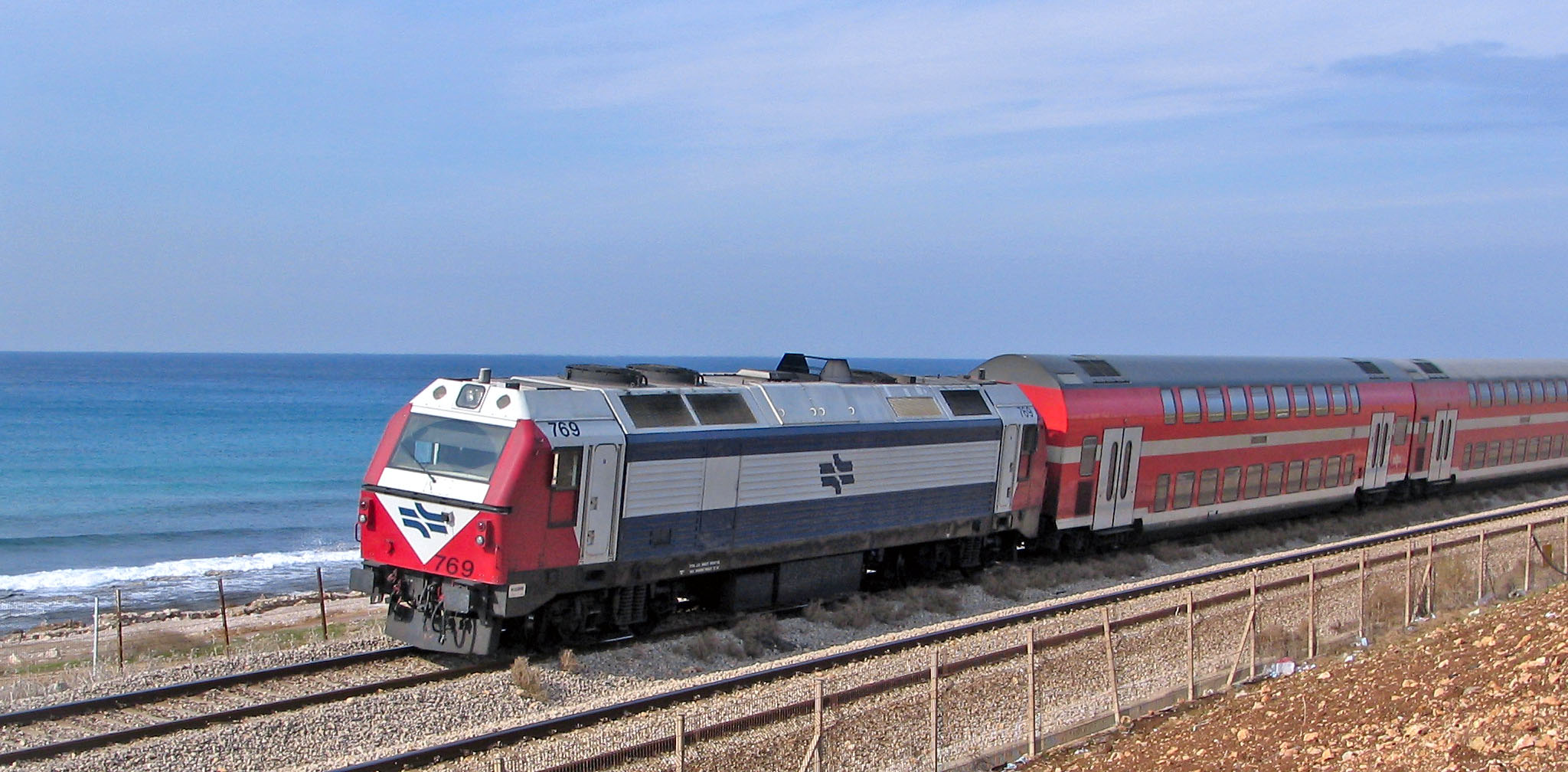
Vlaková souprava na pobřežní železniční trati v Haifě

Železniční síť v Izraeli využívá dvoukolejnou trať o rozchodu 1435 mm a její celková délka je 913 kilometrů. Význam železniční dopravy není v Izraeli zdaleka významný jako autobusová doprava, nicméně její využívání stoupá. Nákladní železniční doprava je provozována pouze na vybraných tratích, a to mezi Beerševou, Dimonou a dvěma centry ve východní části země.

### Historie a vývoj
Mnoho z izraelských železničních tratí bylo postaveno ještě před založením států za osmanské a britské správy. První tratí byla železniční trať Tel Aviv-Jeruzalém, následovaná železniční tratí v Jizre'elském údolí, jež byla součástí Hidžazské železnice. První světová válka pak přinesla vytvoření několika nových železničních tratí z důvodu vojenských potřeb: části dnešní pobřežní železnice byly současně stavěny Osmany a Brity a později spojeny během britského mandátu. Jižní tratě byly rovněž postaveny válčícími státy (od severu Osmany a od Rafáhu na západě Brity).
Od poloviny 60. let 20. století začal rozvoj železničních tratí stagnovat a několik tratí (zejména v Jizre'elském údolí a východní železnice) bylo opuštěno úplně. Rozvoj železniční sítě byl obnoven v 90. letech a otevření telavivské Ajalonské železnice v roce 1993 předznamenalo novou éru v rozvoji železnic. Tratě, které jsou po roce 2000 ve výstavbě zahrnují vysokorychlostní trať do Jeruzaléma, rozšíření pobřežní železnice přímo z Tel Avivu do Ašdodu přes severní Šefelu a trať z Aškelonu do Beerševy přes Sderot, Netivot a Ofakim, stejně jako kompletní rekonstrukci trati z Lodu do Beerševy.

### Železniční spojení se sousedními zeměmi

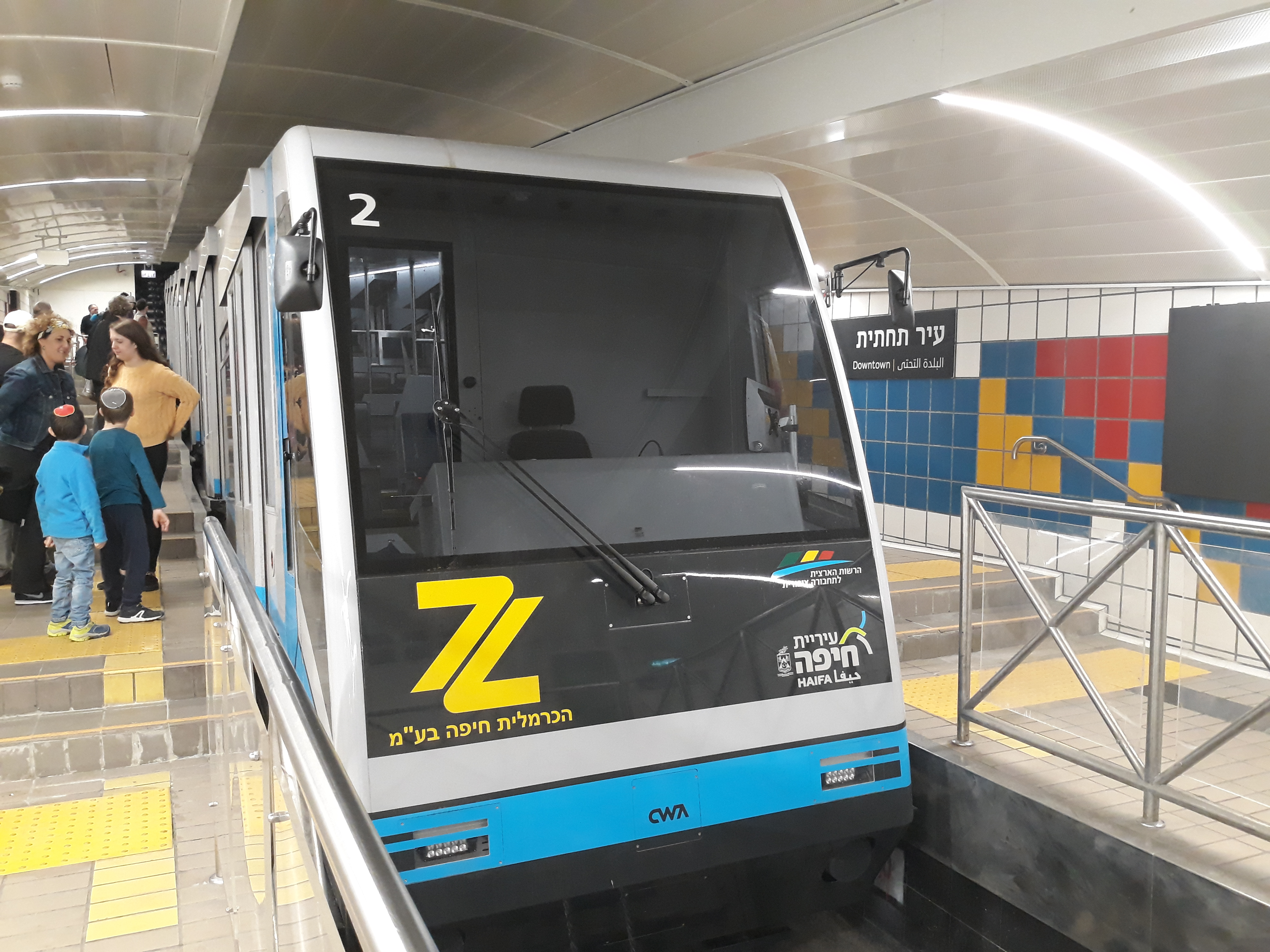
Vagón metra Karmelit v Haifě

- Libanon – zaniklé
- Sýrie – zaniklé
- Jordánsko – plánované
- Egypt – zaniklé

### Rychlodrážní tramvaje a metro
V Izraeli jev současné době (2006) v provozu jeden systém rychlodrážních tramvají, konkrétně tramvajová doprava v Jeruzalémě. Zároveň probíhá výstavba rychlodráhy v Tel Avivu, která má obsluhovat celou aglomeraci Tel Avivu a v jejích centrálních partiích je budována jako podzemní dráha.
Metro existuje pouze v Haifě a jmenuje se Karmelit. Je to podzemní lanová dráha na kolejích, která má počáteční stanici v dolní části města na Pařížském náměstí a konečnou v Gan ha-Em (Matčin park) na hoře Karmel. Jedná se o jednokolejnou trať s jednou výhybnou, dvěma soupravami a celkem šesti zastávkami. Jedná se o jediné metro v Izraeli a mezi další zajímavost patří, že je zapsáno v Guinnessově knize rekordů jako nejkratší metro na světě.

## Letecká doprava

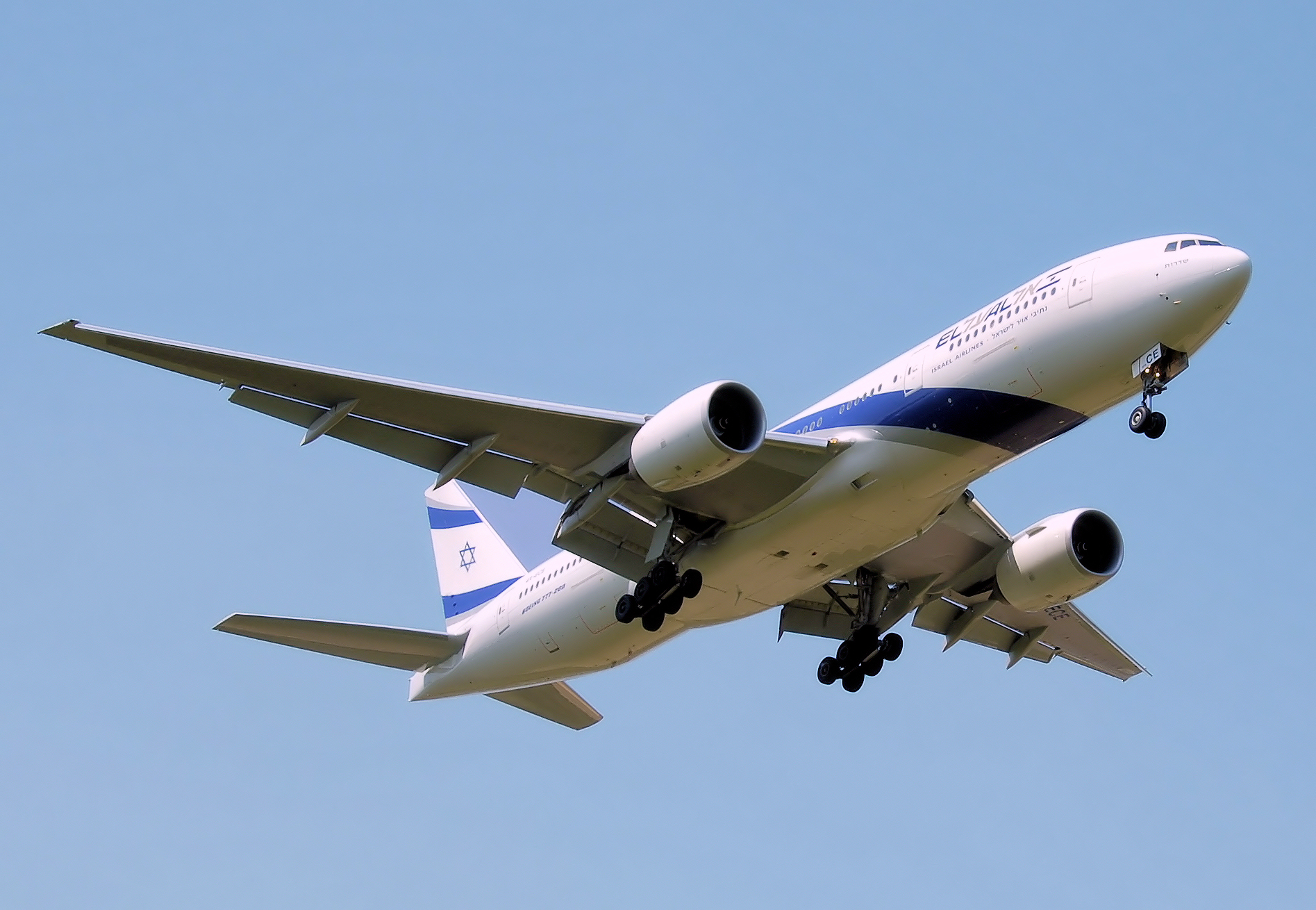
Boeing 777-200ER společnosti El Al

K roku 2006 se v Izraeli nacházelo 53 letišť, z nichž největší a nejznámější je Ben Gurionovo mezinárodní letiště, které se nachází poblíž Tel Avivu a je zároveň nejvyužívanějším letištěm světových aerolinek v Izraeli. Největší izraelskou leteckou společností je El Al, který byl donedávna státní společností, avšak nedávno došlo k jeho privatizaci. Lety společnosti El Al směřují do Severní Ameriky, Evropy, na Dálný východ a do zemí Blízkého východu. Běžné jsou rovněž vnitrostátní lety, zejména pak mezi Tel Avivem, Haifou a jihoizraelským městem Ejlat. V roce 2007 došlo poprvé na Ben-Gurionově letišti k překročení desetimilionové hranice odbavených cestujících. Nové letouny pro izraelské aerolinky by měla dodat americká společnost Boeing, která v následujících dvaceti letech má dodat 60-80 nových strojů.
Podle Izraelského úřadu pro civilní letectví čítala izraelská letecká flotila k 31. prosinci 2008 celkem 53 letounů, z čehož bylo 47 letadel dopravních, 5 letadel nákladních a jedno univerzální. Z toho 41 z těchto letadel vyrobila společnost Boeing, 2 společnost Airbus a 10 turbovrtulových společnosti ATR a Dash.

### Letiště podle přistávací dráhy

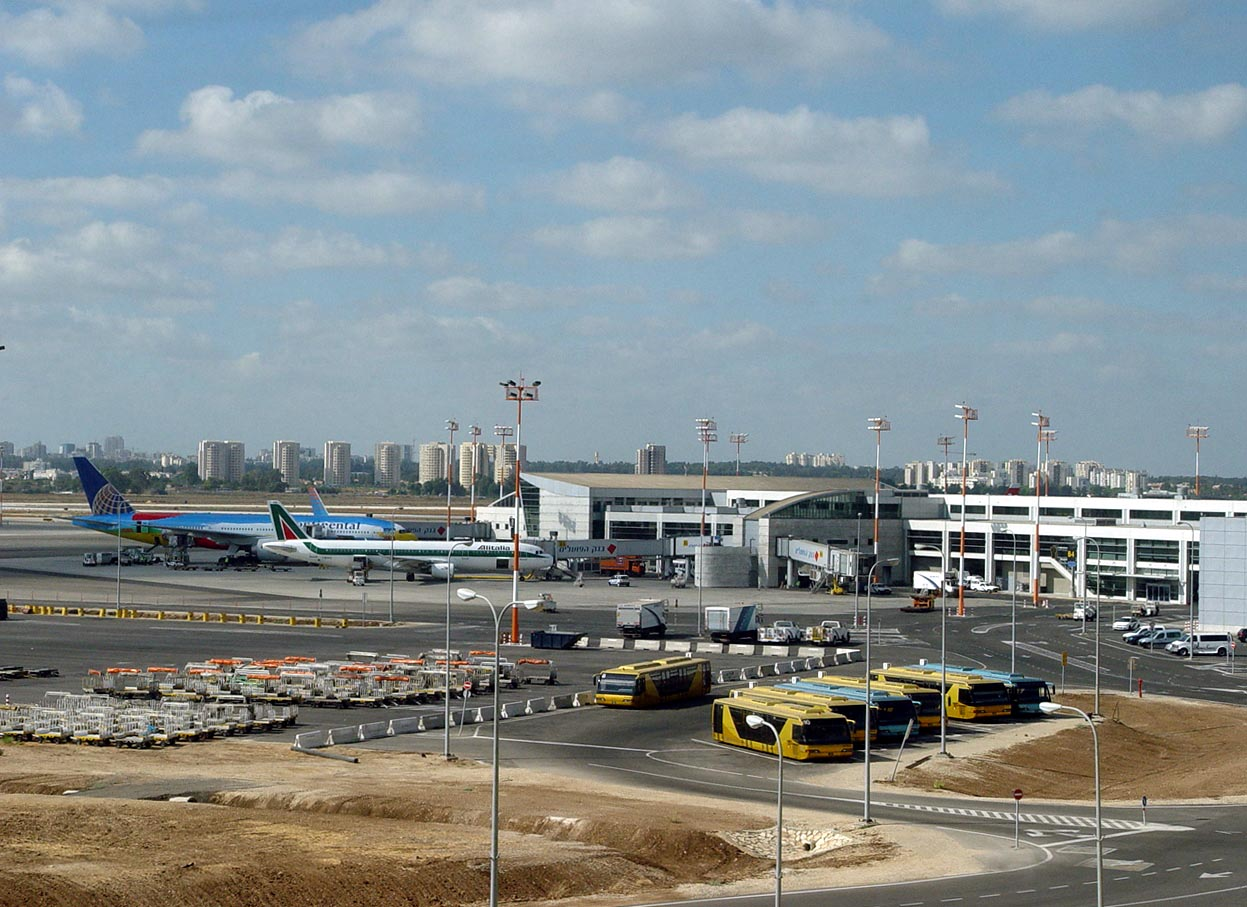
Terminál číslo 3 Ben Gurionova mezinárodního letiště

K roku 2009 existovalo v Izraeli celkem 47 letišť a jejich počtem se Izrael zařadil na 92. místo na světě.
| počet letišť                                   | počet letišť              | počet letišť                |
| typ a délka ranveje (m)                        | zpevněná přistávací dráha | nezpevněná přistávací dráha |
| ---------------------------------------------- | ------------------------- | --------------------------- |
| více než 3047                                  | 2                         | 0                           |
| 2438 – 3047                                    | 6                         | 0                           |
| 1524 – 2437                                    | 6                         | 1                           |
| 914 – 1523                                     | 10                        | 2                           |
| méně než 914                                   | 6                         | 14                          |
| celkový počet                                  | 30                        | 17                          |
| Zdroj: Central Intelligence Agency (CIA), 2009 |                           |                             |

### Heliporty
K roku 2009 se v Izraeli nacházely tři heliporty.

## Vodní doprava

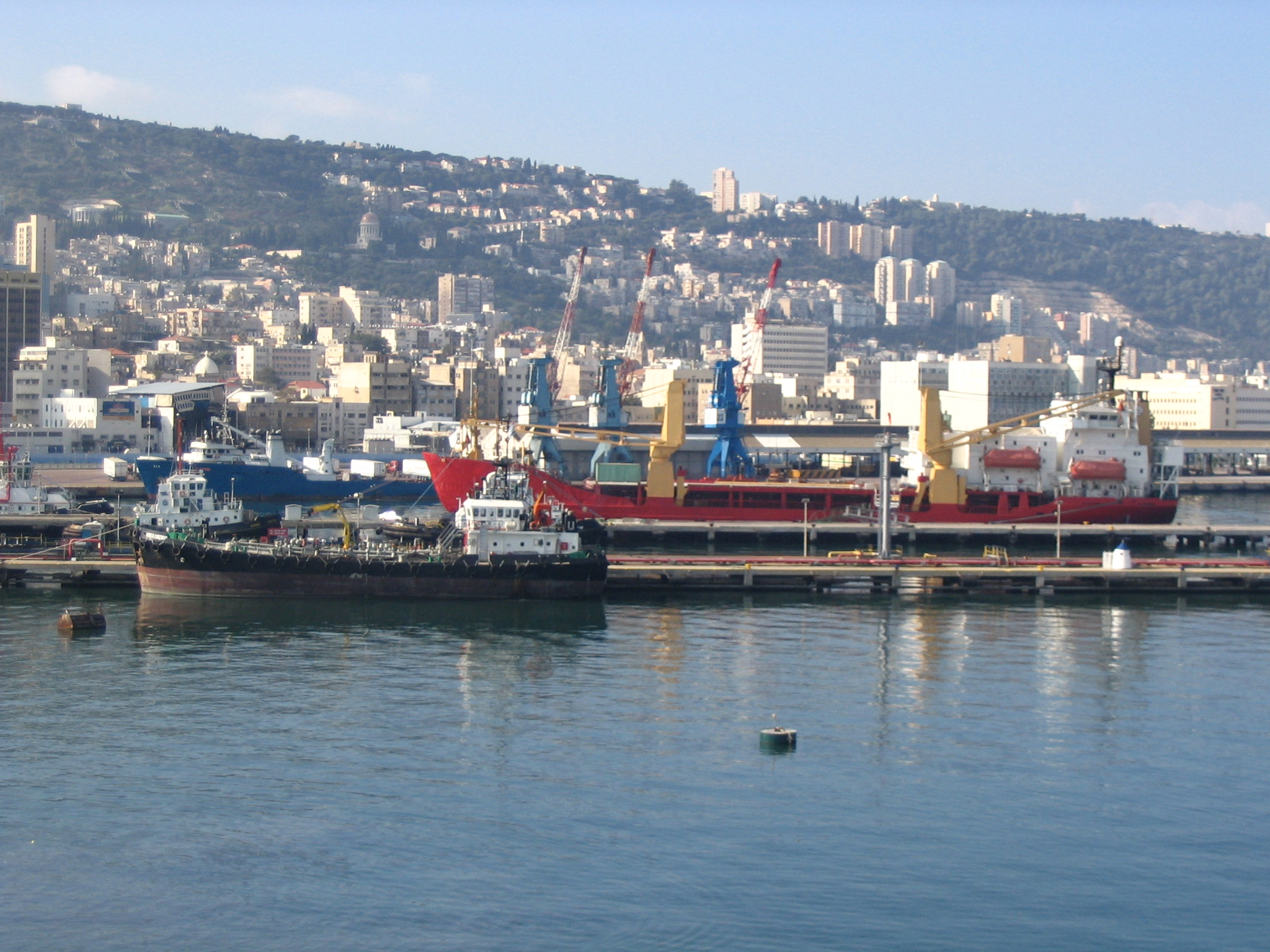
Přístav v Haifě

Z vodní dopravy v Izraeli existuje pouze námořní nákladní doprava. Z osobní lodní dopravy existují pouze sezónní okružní jízdy, neexistuje však ani osobní lodní doprava mezi přímořskými přístavy ani říční doprava.

### Přístavy
V Izraeli se nachází celkem sedm námořních přístavů. Šest z nich je při pobřeží Středozemního moře a jeden při pobřeží Rudého moře. Jmenovitě jde o následující přístavy:
Středozemní moře
- Ašdod
- Aškelon
- Chadera
- Haifa
- Herzlija
- Tel Aviv-Jaffa

Rudé moře
- Ejlat

### Obchodní námořní doprava

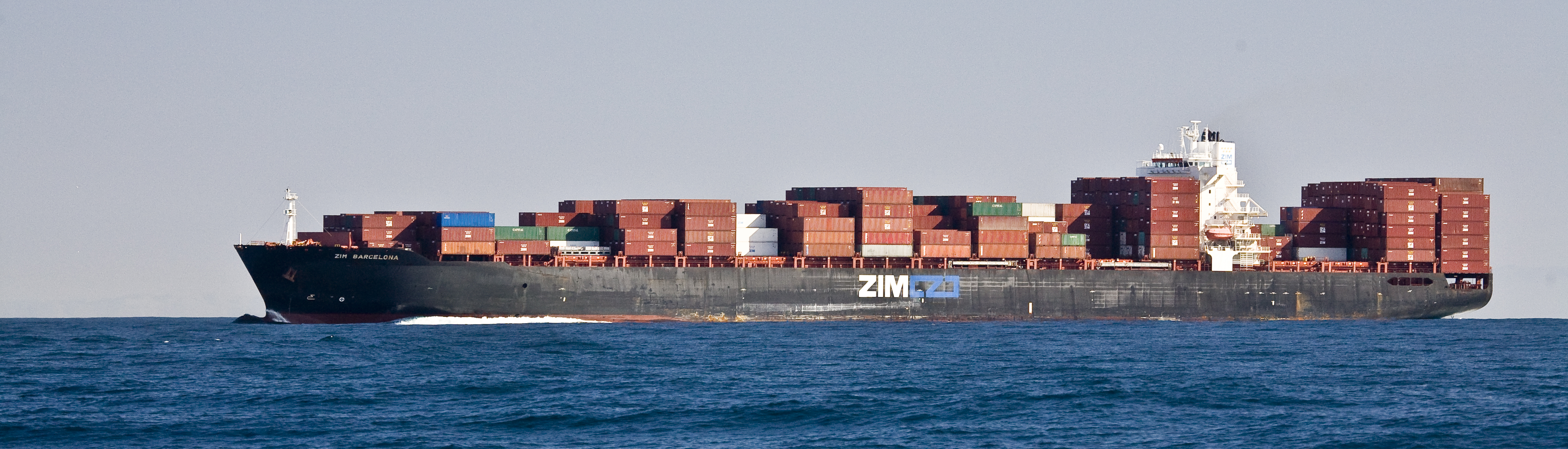
Nákladní loď ZIM Barcelona společnosti Zim Integrated Shipping Services

- Celkem: 18 lodí[3] (s výtlakem větším než 1000 tun)
- Lodě podle typu: 1 nákladní loď, 1 chemický tanker, 16 kontejnerových lodí (k roku 2006)

Poznámka: K roku 2008 existovalo 60 lodí vlastněných a provozovaných izraelskými společnostmi, které do tohoto výčtu nebyly zahrnuty, neboť plují pod vlajkami jiných států (následující čísla uvádí počet lodí, které plují pod vlajkou daného státu: 3× Bermudy, 4× Kypr, 2× Gruzie, 1× Honduras, 23× Libérie, 18× Malta, 3× Panama, 2× Svatý Vincenc a Grenadiny, 4× Slovensko). Například izraelská společnost Zim Integrated Shipping Services není pouze největší nákladní lodní společnost v Izraeli, ale také jedna z největších obdobných společností na světě.

## Potrubní doprava
K roku 2008 se na území Izraele se nacházelo 176 kilometrů plynovodů, 442 kilometrů ropovodů a 261 kilometrů potrubí na rafinované produkty.